# Kabalist
Tko je kabalist (hebr: mekubal)? Onaj tko primjenjuje učenje Kabale u svojem životu. Kabalist istražuje i obnavlja učenje Kabale, živi držeći se tog učenja i djeluje u svijetu u skladu s učenjem Kabale. Što je to Kabala?
Svaki čovjek traži u svijetu smisao pojava, događaja, stvari. Nalaženje tog smisla ovisi o samom čovjeku i o načinu na koji traži taj smisao. Kabala je samo jedan od načina pronalaženja smisla. Koji i kakav način?
Put Kabale sastoji se u traženju smisla neke pojave, ali da se pritom ne zastane na razini pojave, nego da se tražitelj uzdigne iznad pojave te da na višim razinama postojanja (u Kabali se govori o četiri svijeta) pronađe bit pojave, kako je ona proizvedena od Boga, te da se ta ista bit razumije kao ono do čega nam je u pojavi najviše stalo. Postupak, ili metoda, Kabale nije pak stvar slučajnog nadahnuća jedne individue, nego je razultat dugog razvoja u radu mnogih tražitelja koji su svoja razmišljanja predavali svojim sljedbenicima; otuda i ime Kabala: predaja i primanje te predaje, od hebrejske riječi kibel = primati. Kabala nije nikakvo tajno učenje, ali je učenje o tajni i to najvećoj, niti je zatvoreno u elitni krug samo nekih ljudi; ono nije niti nekakvo maglovito učenje; ono je uistinu mističko učenje što znači takvo koje je na putu dostizanja iskustvenog susreta s Bogom. To da je nešto mističko znači da nije lako izrecivo (u racionalnom diskursu), ali ono što bi trebalo iskazati, dakle iskustvo koje je zadobio neki kabalist, nije puki besmisao (bez smisla) nego je naprotiv najviši smisao što ga čovjek u životu traži. Još jedno: u traženju tog (najvišeg) smisla kabalist ne bježi od života, nego naprotiv još snažnije prianja uza nj, još više se angažira u njemu, i to mu omogućuje pronalazak smisla pojava i događaja vezanih uz ovozemaljski život. Općenito rečeno bit židovstva je u tome da čovjek pridaje visoku vrijednost kako Bogu, tako i ovozemaljskom životu.

## Podrijetlo riječi mekubal
Hebrejska riječ za kabalistu je "mekubal" (מְקֻבָּל), a ona vuče podrijetlo od glagola kibel (קִבֵּל: primati), pa stoga riječ za kabalistu - mekubal, označuje onoga koji prima u nasljedstvo učenje onih koji su živjeli prije njega.   

## Čovjek i svijet
Čovjek i svijet čine jedinstvo; štogod čovjek učini sebi, učinio je to i svijetu „izvan sebe“. Čovjek je u svijetu, svijet je u čovjeku. Duša svijeta je u čovjeku; duša čovjeka je u svijetu. Ne da se samo govori o svijetu, stojeći odijeljeno i naspram njemu, opisujući ga, nego to sam svijet iz-govara sebe onim istim govorom (logosom) kojim je i stvoren; svijet – dok se o njemu govori – kroz čovjekov govor iznosi svoj vlastiti logos, isti onaj logos koji je njegova duša. Jer Bog je svojom riječi stvorio svijet, a tek potom dolazi čovjekov govor kojim zapravo prepoznaje govor Boga (=> teorija prepoznavanja, pratyabhiđnja u kašmirskom šivizmu). 
U poeziji pjesnik svojim govorom stvara (gr. poiesis = stvaranje) neki novi svijet – to je govor-svijet; ali svijet i dalje ostaje sam za sebe, tvrdoglavo ostajući naspram i odjeljeno od čovjeka-pjesnika. Kabalist traži takav govor koji je ujedno govor njega kao ljudskog bića i svijeta ujedno – govor kojim govori i svijet (= sebe izgovarajući u svojoj izgovorljivosti/logosnosti) i čovjek, izgovarajući tobože samog sebe, svoju dušu, a zapravo izgovara i svijet u koji je uronjen, stopljen s njim, jer je u svijetu kao ono biće u kojem boravi i govori Bog. To je govor Kabale. Kabala ne samo da svojim jezikom stvara svijet – koji bi bio neki samo Kabali svojstveni svijet, nego ona izgovara svijet kakav je on u svojoj istini – višeslojan u svjetovima (kozmološki) u dušama (psihološki) i u tijelima (somatski), i sposobna je mijenjati svijet na bolje (Tikkun olam). Kabalist ne opisuje neki njemu izvanjski svijet, nego svojim govorom iznosi na vidjelo govor samog svijeta, njegovu dušu kako se ona pojavljuje u riječima i djelima kabalista. Zato je Kabala trostruko ustrojena:
a)      Teorijska (ili teozofijska) u kojoj svijet biva izgovoren u svojoj logosnosti kroz govor kabalista;
b)      Kontemplativna u kojoj kabalist kontemplira svijet kroz unutarnje gledanje - kontemplaciju;
c)      Činidbena (ili teurgijska) u kojoj svijet biva popravljan (מְתוּקָן) kroz djela kabalista.

## Tri vida Kabale
Svaki vid (ili: sastavnica) Kabale pretpostavlja neku praksu u smislu bavljenja, prakticiranja: tako teorijska Kabala pretpostavlja da čitamo knjige iz Kabale, da razmišljamo i eventualno i sami nešto pišemo o Kabali. Kontemplativna Kabala pretpostavlja da tekst Kabale meditativno zaživljavamo u sebi, da kontemplirajući ga on postaje za nas životno relevantan, da uživamo u istinama Kabale. Ali činidbena Kabala pretpostavlja još nešto, a to je djelovati po načelu da principi iz viših svjetova (arba olamot i En Sof) određuju naše djelovanje, našu činidbu u ovom Asija svijetu.
U meditativnoj Kabali mi ćemo:
na razini Asija svijeta razvijati naše tijelo, fiziologiju tog tijela; 
gledati čiste likove u svijetu Jecira;
u svijetu Beria njegovati vrline duše Nešama; 
u svijetu Acilut njegovati pravu molitvu kao razgovor s Bogom. 
I, to je sve potrebno da bismo mogli prakticirati činidbenu Kabalu, dakle iz viših svjetova djelovati u ovom našem Asija svijetu. Tako ćemo rezultate gledanja čistih likova u Jecira svijetu primjenjivati u našim činidbama u Asija svijetu. S razine osnaženih i odnjegovanih vrlina u Beria svijetu djelovat ćemo u Asija svijetu – naše činidbe bit će određivane vrlinama duše Nešama .  Uspostavivši zbiljski, autentičan dijalog s Bogom u duši Haja kroz molitvu, poduzimat ćemo akcije u Asija svijetu.

## Kabalist i primjena Kabale

### U tumačenju Biblije (Tanak)
U Kabali se biblijski tekst (Tanak) tumači na razini Sod, na primjer, kad se u Bibliji spominje ljepota onda nju treba tumačiti tako kako je ona izgovorena u Boga i, kako ju opaža duša Haja u svijetu Acilut. Pogledajmo cjelokupni hermeneutički model PaRDeS:
To je hermeneutički model tumačenja kojega čine četiri koraka:
1. Pešat   = doslovni smisao teksta
2. Remez = metaforički/alegorijski smisao
3. Deraš   = moralni, homiletički smisao
4. Sod       = otkrivanje skrivenog, mističkog smisla u Kabbali

### U reformi društva (Tikkun olam)
Tikkun olam (תִיקּוּן עוׂלָם) se ne sastoji u nasilnom mijenjanju svijeta – nekakvoj revoluciji; naprotiv, riječ je o mirnom radu pojedinaca na postupnom poboljšanju svijeta kroz vlastiti rad na sebi – poboljšanju sebe da bi se popravio svijet. Taj rad na sebi to je čitava praksa Kabale – praktična Kabala što označuje primjenu Kabale u svakodnevici. Zadaća svakog kabaliste (מְקוּבָּל: mekubal) sastojat će se u oslobađanju zarobljenih božanski iskri koje su, nakon pucanja posuda, raspršene u materijalnim ljuskama (klipot) po cijelom svijetu. Koji su to postupci oslobađanja iskri (nicocot)?
Očito to su svi postupci koje primjenjuje svaki kabalist u svojoj svakodnevnoj praksi, a to su oni postupci kojima kabalist „popravlja“ sebe i oni kojima nesebično popravlja svijet oko sebe. Uvijek je pritom na djelu oslobađanje zarobljenih iskri (nicocot) Božjeg svjetla, dakle onog što je dobro u čovjeku i u svijetu.

### Uiscjeljivanjuprošlih događaja
Nasuprot Nitzscheovoj „nemoći volje da htjedne unatrag“ moguće je afirmirati moć volje da htjedne unatrag u smislu da iscijeli prošle doživljaje u osobnom životu čovjeka. Očito da se ne mogu promijeniti događaji iz prošlosti, ali se na drugačiji način može ophoditi sa smislom koji je u njima zatočen. Možda  se može osloboditi snaga koja je vezana za smisao, investirana u nj? Možda je moguće oslobođenu snagu pokrenuti na njezin drugačiji tijek u smislu kreiranja novih, doduše virtualnih, događaja? Dakle, iako bi događaj iz prošlosti ostao isti, nepromijenjen, postiglo bi se retrogradno zadovoljenje onih motiva koje u sadašnjosti investiramo u prošle događaje koji su, očito, imali neke drugačije – sada neželjene – motive. Možda bi se moglo zadovoljiti sadašnje motive u prošlim događanjima; zadovoljiti motive, ali ne i promijeniti događaje (što je nemoguće). Kako to učiniti?
Jednostavan postupak je u tome da se radi s:
a)  formom = slika i sadržaj događaja, i sa
b)  snagom = ono što čini događaje, dajući im zbiljskost, djelo-tvornost.
U smislu forme: vizualizirati prošli događaj;
U smislu snage: metodom unutarnjeg pokreta promijeniti tijek događaja, tj. izvesti događaj za koji bismo htjeli da se sada dogodi (rukovođen mojim sadašnjim, poželjnijim, motivima).

## Kabalist i osobni život
Temeljna odrednica u životu jednog kabaliste (mekubal) je življenje po moralnim načelima Kabale. Kabalist se na neki način približava umjetniku. On živi, na neki način, religioznim životom. On je donekle blizak filozofiji.
Kako kabalist pristupa Kabali?
Kabalist pristupa Kabali postupno i temeljito provjeravajući ono što se nudi na tržištu, jer danas su vjera i duhovnost općenito – komercijalizirani! O Kabali se piše puno i previše (stotine knjiga godišnje), a malo ima onih koji su do spoznaje o Kabali došli temeljitim proučavanjem literature i vlastitim iskustvom. Stoga:
a)      Kabalist pristupa Kabali čitanjem ozbiljnih knjiga (vidi literaturu u ostalim člancima o Kabali na Wikipediji) iz Kabale (dobro je poznavati, makar u elementima, hebrejski jezik);
b)      Kabalist pravi inventuru i prevrednovanje svega što je imao kao duhovnu praksu dosada; prosuđuje što se od toga može zadržati, a što treba odbaciti. Pritom se služi zdravim razumom i očevidnošću o stvarnom funkcioniranju onih metoda koje je ranije primjenjivao. Odbacuje komotno samozavaravanje, odbacuje sve suvišno te, makar osiromašen kritičkim preispitivanjem, spreman je za novi početak duhovnog života.
c)      Na pitanje kako kabalist primjenjuje Kabalu u svakodnevici, mogući odgovor je: tek nakon što je dobro upoznao Kabalu i u duhu joj se nekako intimno približio, počinje ju primjenjivati na realne situacije života, i pritom se ne odvaja od stvarnih situacija nego baš u njima primjenjuje naučeno.
Svi postupci koje primjenjuje kabalist u svojoj svakodnevnoj praksi, su oni postupci kojima kabalist „popravlja“ sebe i oni kojima nesebično popravlja svijet oko sebe. Uvijek je pritom na djelu oslobađanje zarobljenih iskri (nicocot) Božjeg svjetla, dakle onog što je dobro u čovjeku i u svijetu. U ovisnosti o razini svijeta (olamot) na kojoj se prakticiraju, kabalist:
U svijetu Asija radi na kultiviranju tijela; jedna od mogućnosti je raditi asane i pranayamu, ali primjenjujući pritom sadržajna određenja Kabale;
U svijetu Jecira radi na ovladavanju zlih nagona što znači odvraća pažnju od negativnih prizora u svijetu te ih preusmjerava na pozitivni vid događaja.
U svijetu Beria vodi život u vrlini koji se sastoji u njegovanju svih vrlina koje odgovaraju dotičnim sefirotima, na primjer njeguje vrlinu nesebičnosti (bitul) koja se vezuje uz sefira Hokma (Božja mudrost) ili, vrlinu milosrđa (rahamim) vezanu uz sefira Tiferet (Božja ljepota i sklad).
U svijetu Acilut kabalist čita i proučava Tanak (akronim za Toru, Proroke i Književnost) ; prakticira molitvu (tfila) u duhu kavana; prianja uz Boga (d'vekut) i, na kraju, na razini En Sof nastoji postići jedinstvo s Bogom kroz praksu jihudim.

### Kabalist i etika
Kabalist (mekubal) treba živjeti u skladu s vrlinama koje naučava Kabala. Vrlina u Kabali ima deset i one su u odnosu s odgovarajućim Božjim atributima; na primjer: vrlina nesebičnosti (bitul) u svezi je s Božjom mudrošću (Hokma); vrlina ljubavi (ahava) u svezi je s Božjom milosrdnom ljubavi (Hesed); sve vrline, kako se nalaze u učenju hasidizma, su: vjera (emuna), nesebičnost (bitul), radost (simha), ljubav (ahava), bogobojaznost (jirat Adonai), milosrdnost (rahamim), povjerenje da na kraju svega Bog pobjeđuje (bitahon), iskrena zahvalnost Bogu (temimut), istinoljubivost (emet) i poniznost (šiflut).  Život u vrlinama nužan je uvjet za duhovni uspon praktikanta Kabale do En Sof.

### Kabalist i umjetnost
Kabala i umjetnost imaju dodirnih točaka; i jedna i druga uzdižu se u više svjetove (u Kabali - arba olamot: četiri razine svijeta). No, dok umjetnik stvara lijep izraz za smisao viših svjetova, kabalist teži poistovjećenju sa smislom viših svjetova. Umjetnik stvara lijepu formu  za smisao viših svjetova, kabalist teži tome da sebe smjesti u same te svjetove: on hoće biti to što ima kao učenje Kabale. Kultiviranje vlastite osjetilnosti kroz umjetnost omogućuje kabalisti da se: kroz likovne umjetnosti uzdiže u svijet čistih likova u svijetu Jecira; da se uzdiže u svijet ljepote pokreta kroz uživanje u umjetnosti pokreta (balet i ples)u svijetu Beria; da se kroz lijepu književnost i lijepu glazbu uzdiže u svijet čistog govora i čistog zvuka u svijetu Acilut.
Dvadeseto stoljeće donijelo je još jednu umjetnost – film koji u sebi objedinjuje sliku, pokret i zvuk; stoga film može, na neki način, djelovati snažnije na dušu gledatelja pa se pravi kabalist odnosi kritički spram uživanja u sedmoj umjetnosti. Nakon uživanja u nekom filmu, on se pita:  
1.      Kako su slike kao takve oblikovale tijek svijesti u njemu (nizanje utisaka)?
2.      Kako je dinamika pokreta u filmu utjecala na kretanje snage u njegovu tijelu? Na koji je način dinamika filma pobudila dinamiku u tijelu?
3.      Kako su govor i glazba filma utjecali na mentalni govor u njemu, na njegov interni dijalog?

### Kabalist i religioznost
Kabalist je religiozan u onom smislu u kojem religija znači vezivanje za Boga; no njegovo razumijevanje Boga nadilazi religiju kao folklorni vid duhovnosti: Bog nije neko antropomorfno biće, nego označuje najviši stvaralački subjekt (osobu) sveg postojanja, što podrazumijeva najviši um i najvišu snagu. Bog je osoba u eminentnom smislu što znači: Bog nije osoba po uzoru na ljudsku osobu, nego obrnuto – čovjek je osoba po uzoru na Božju osobu. Zato što je Bog osoba može i čovjek biti osobom.

### Kabalist i filozofija
Kabala i filozofija imaju mnoge dodirne točke, sliče jedna drugoj, ali se i razlikuju međusobno. Filozofija se u svojim spoznajnim postupcima – metodologiji, oslanja isključivo na razum, ona je strogo racionalna što znači da uspostavlja strogo logičke odnose između pojmova koje upotrebljava, i koji moraju prethodno biti precizno definirani. Tako, na primjer ako filozof govori o biti čovjeka, on mora prethodno odrediti što označuje riječ „bit“, a što riječ „čovjek“. Kabalist je blizak filozofiji po tome što poštuje racionalni pristup, to znači poštuje logično mišljenje i preciznost izraza. Razlikuje se po tome što su simboli koje koristi dobiveni intuitivnim uvidom u prirodu svijeta i čovjeka, i tako dobiveni simboli se nasljeđuju u učenju Kabale. Tako na primjer kabalist ne uvodi svoje vlastite pojmove, nego koristi naslijeđene pojmove En Sof, sefiroti, svjetovi (olamot), razine duše, Božje sebe-povlačenje (cimcum), popravljanje svijeta (tikkun olam) i ostalo. Kad je riječ o biti čovjeka, kabalist ne samo da tek misli tu bit, nego je nastoji dohvatiti (shvatiti) kroz vlastito iskustvo (doživljaj) te biti; kabalist je stoga mistik jer želi kroz vlastiti, intimni doživljaj doći do spoznaje, u našem primjeru, biti čovjeka.

## Kabalist i magijska Kabala
Kada se daje sveobuhvatni pregled magijske ili teurgijske  Kabale, potrebno je istaknuti neke terminološke primjedbe. U literaturi na engleskom jeziku nalazimo izraz „practical Kabbalah“ – što bi bilo pogrešno prevesti kao „praktična Kabala“  stoga predlažemo hrvatski prijevod „činidbena Kabala“. Riječ je o izvornom hebrejskom nazivu kabbala ma'asit što očito upućuje na neko činjenje (asat: učiniti). I meditacijska Kabala (kabbala iyunit) pretpostavlja neku praksu, naime prakticiranje spoznaja teorijske (teozofijske) Kabale, međutim pritom se ne smjera na to da se proizvede neki učinak u realnom, fizičkom svijetu Asija. No, upravo tome teži činidbena Kabala, pa je drugi naziv za nju magijska (eng: magical) Kabala i teurgijska Kabala koja teži tome da privoli samog Boga (theos) da djeluje (ergon: djelo) na fizičku stvarnost. Odavno čovjek nastoji mijenjati svijet oko sebe te ga prilagoditi sebi. Pitanje je samo na koji način to želi učiniti. Naravno, da bi za čovjeka bilo najpoželjnije da što direktnije, sa što manje posredovanja i sa što manje truda, proizvede željene učinke u vanjskom svijetu. Kada na tom putu nema nikakvog posredovanja između početne namjere i konačnog rezultata u stvarnom svijetu, tada je na djelu magijsko djelovanje.
Na koji je način Kabala učinkovita, ili, na koji je način djelo-tvorna? Može li Kabala djelovati magijski što znači: nekom promjenom u psihi izazvati neku promjenu u vanjskom, fizičkom svijetu?
Kabala jest djelotvorna u konstituiranju smisla života; pritom je riječ o promjenama u prostoru psihičkog zbivanja i, te promjene u konstituiraju smisla života imaju svoje učinke na realni život praktikanta Kabale. Na primjer, prakticiranje meditacije djelovat će na psihičko sređivanje i smirivanje. No, sve su to učinci u domeni vlastitog psihofizičkog bića gdje promjene u jednom dijelu bića izazivanju učinak u nekom drugom dijelu bića. Dobro je poznato i dokumentirano da promjene u psihi izazivaju promjene u tijelu i obrnuto – psihosomatska povezanost. 
U Kabalu se ubraja i magijska Kabala (kabbala ma'asit) i pritom se misli na magijsko djelovanje Kabale. Govori se o uporabi magijskih predmeta, simbola, vradžbina, inkantaciji Božjih imena i sl. Mnoge legende govore o čudima postignutim od strane čuvenih kabalista, ali sve to ostaje u domeni legende, popularne priče s izmišljenim sadržajem koji polaže pravo na istinitost (djelomično on može biti i istinit, ali pritom uljepšan, preuveličan, iskrivljen, i sl.). 
Što označuje teurgijska Kabala?
Kada čovjek spozna da njegove snage nisu dostatne za izvedbu magijskog čina tada traži snage oko sebe da ih upregne u svoja magijska stremljenja, a kad u tome ne uspije tada se počinje utjecati onoj najvišoj snazi, a to je Božja snaga, pa se tada govori o teurgiji: zahtjev upućen Bogu da sudjeluje u magijskim postupcima čovjeka. Je li sam Bog jedini i pravi mag?
Pritom mislimo na biblijska izvješća o Božjem stvaranju pri kojem, u svakom činu svog stvaranja Bog nešto reče (izrazi svoju volju) da nešto postane, i bude tako – nastane nešto realno u svijetu.
Duša je konstitutivna u stvaranju svjetova
Jednostavna formula magijskog djelovanja bila bi ova: djelovanjem u duši izazvati promjenu u realnom svijetu. No, pritom je potrebno specificirati dušu i svijet u smislu razina na kojima se zbiva djelovanje u duši i eventualne promjene u svijetu. U Kabali se govori o pet razina duše svaka na odgovaraćoj razini svijeta: 
| Tablica 1 |           |
| Duša      | U svijetu |
| Nefeš     | Asija     |
| Ruah      | Jecira    |
| Nešama    | Beria     |
| Haja      | Acilut    |
| Jehida    | En Sof    |

Pitanje je može li duša Nefeš izazvati promjenu u višim svjetovima, na primjer u svijetu Jecira?
Na to smo pitanje možemo odgovoriti niječno. Može li duša Haja  izazvati promjenu u nekom od nižih svjetova?
Pitanje je općenito: je li moguća magija u kojoj bi djelovanje na nekoj razini duše izazvalo realne promjene na istoj ili nižoj razini svijeta? 
Na primjer, djelovanje u duši Haja je djelovanje na razini govora, konkretno to je molitva; može li čin molitve djelovati samo na razini govora, dakle mijenjati stanje stvari ali samo u domeni govora u svijetu Acilut, ili može mijenjati stanje stvari i na razini svijeta Beria, dakle i u domeni kretanja snage, na razini svijeta Jecira u domeni čistih likova, u svijetu Asija u  domeni fizičkih bića?
Samom molitvom možda ne možemo mijenjati fizičke događaje, ali svakako možemo mijenjati stanje u govoru – način na koji sebi verbalno formuliramo događaje i time na novi način sebi konstituiramo svijet u semantičkom prostoru. Sadržajem kojim se bavimo smještamo se - u duši - u onaj svijet kojem taj sadržaj pripada.

## Čuveni kabalisti

### Kroz povijest
Spomenut ćemo tek neke kabaliste koji su svojim učenjem, ali i načinom življenja unaprijedili Kabalu; nećemo spomenuti mnoge akademske izučavatelje Kabale, jer kabalist znači na jedan mistički način ozbiljivati učenje Kabale. Među kabaliste koji su živjeli u južnoj Francuskoj i Španjolskoj tijekom 12. i 13. stoljeća svakako su najčuveniji ovi: Izak Slijepi (1160-1235); Nahmanides, zvani Ramban (1194-1270); Abraham Abulafia (1240-1291); Mozes de Leon (1250-1305), pretpostavljeni autor knjige Zohar;  Jozef Gikatila (1248-1305); Izak Luria zvan HaAri, utemeljitelj moderne Kabale (1534-1572); njegov učenik i prenositelj njegova učenja bio je Hajim Vital (1543-1620); Judah Loew ben Bezalel, poznat pod akronimom Maharal (1520-1609); Moše Hajim Luzzatto poznat pod akronimom Ramhal (1707-1746); Vilna Gaon (1720-1797), akronim GRA velik protivnik hasidskog pokreta; Baal Šem Tov (1698-1760), akronim Bešt (vladar dobrog imena), utemeljitelj hasidskog pokreta, novog pristupa Kabali; Šneur Zalman od Liadi (1745-1812) utemeljitelj Habad škole unutar hasidizma; Od modernih kabalista (ili proučavatelja Kabale) valja spomenuti Abraham Isaac Kook (1865-1935), bio je glavni rabin u Palestinskom mandatu (prije osnivanja države Izrael), veliki mističar i pjesnik; Yehuda Ashlag (1885-1954) poznat kao Baal HaSulam (Gospodar ljestava); Aryeh Kaplan (1934-1983); Gershom Scholem (1897-1982), začetnik akademskog proučavanja Kabale, utemeljio katedru za studij Kabale na Hebrejskom sveučilištu u Jeruzalemu; Zalman Schachter-Shalomi (1924-2014).
Među suvremenicima svakako treba spomenuti Yitzchak Ginsburgh (r.1965- ); Arthur Green (r.1941- ); Adin Steinsaltz (r.1937- ); Moshe Idel (r.1947- ) jako plodonosan izučavatelj i pisac mnogih djela o Kabali: Daniel Matt (r.1951- ), prevoditelj voluminoznog izdanja Zohara (Pritzker Edition).